# 翅柄杜鹃
翅柄杜鹃（学名：Rhododendron fletcherianum）为杜鹃花科杜鹃花属下的一个种。

## 扩展阅读
- 維基物種上的相關：翅柄杜鹃